# Liste der Kulturgüter von nationaler Bedeutung im Kanton Obwalden
Diese Liste enthält alle national bedeutenden Kulturgüter (A-Objekte, geregelt in KGSV) im Kanton Obwalden, die in der Ausgabe 2009 (Stand: 1. Januar 2018) des Schweizerischen Inventars der Kulturgüter von nationaler und regionaler Bedeutung vermerkt sind. Sie ist nach politischen Gemeinden sortiert; enthalten sind 22 Einzelbauten, sechs Sammlungen, drei archäologische Fundstellen und ein Spezialfall.
Die Kulturgüter von regionaler Bedeutung im Kanton Obwalden sind in der Kategorie:Kulturgut von regionaler Bedeutung im Kanton Obwalden zusammengefasst.

## Abkürzungen
- A: Archäologie
- Arch: Archiv
- B: Bibliothek
- E: Einzelobjekt
- M: Museum
- O: Mehrteiliges Objekt
- S: Spezialfall

## Inventar nach Gemeinde

### Alpnach
| KGS-Nr. | Foto | Objektbezeichnung             | Typ | Adresse          | Koordinaten     |
| ------- | ---- | ----------------------------- | --- | ---------------- | --------------- |
| 04244   |      | Uechteren (römischer Gutshof) | A   | Laubligenstrasse | 663100 / 198549 |
| 09742   |      | Pilatusbahn mit Talstation    | S   | Brünigstrasse 4  | 663800 / 200849 |

### Engelberg
| KGS-Nr. | Foto | Objektbezeichnung                                              | Typ  | Adresse    | Koordinaten     |
| ------- | ---- | -------------------------------------------------------------- | ---- | ---------- | --------------- |
| 04247   |      | Benediktinerkloster                                            | O    | Klosterhof | 674063 / 185949 |
| 04249   |      | Herrenhaus mit Gartenpavillon                                  | E    | Grafenort  | 671138 / 191383 |
| 04250   |      | Kapelle Heiligkreuz                                            | E    | Grafenort  | 671240 / 191369 |
| 08550   |      | Sammlung des Benediktinerklosters                              | Arch | Klosterhof | 674063 / 185949 |
| 08914   |      | Stiftsarchiv des Benediktinerklosters sowie Musikaliensammlung | Arch | Klosterhof | 674063 / 185949 |
| 09306   |      | Stiftsbibliothek                                               | B    | Klosterhof | 674063 / 185949 |

### Kerns
| KGS-Nr. | Foto | Objektbezeichnung                                       | Typ | Adresse        | Koordinaten     |
| ------- | ---- | ------------------------------------------------------- | --- | -------------- | --------------- |
| 04263   |      | Bauernhof in der Grosshostett                           | O   | Grosshostett   | 665385 / 193473 |
| 04264   |      | Kapelle St. Nikolaus                                    | E   | St. Niklausen  | 664050 / 191339 |
| 04266   |      | Bauernhaus im Huwel                                     | O   | Wiesenstrasse  | 663670 / 195072 |
| 09647   |      | Müllerenhütte, mittelalterliche/neuzeitliche Alpwüstung | A   | Melchsee-Frutt | 664250 / 180699 |
| 09648   |      | Frühneuzeitliche Verhüttungsanlage Melchtal             | A   | Melchtal       | 664200 / 187999 |

### Sachseln
| KGS-Nr. | Foto | Objektbezeichnung                                   | Typ | Adresse                     | Koordinaten     |
| ------- | ---- | --------------------------------------------------- | --- | --------------------------- | --------------- |
| 04283   |      | Bruder-Klausen Geburtshaus                          | E   | Flüeli-Ranft                | 663193 / 191501 |
| 04284   |      | Kapelle St. Karl Borromäus                          | E   | Flüeli-Ranft                | 663250 / 191589 |
| 04285   |      | Bruder-Klausen Wohnhaus                             | E   | Flüeli-Ranft                | 663342 / 191549 |
| 04286   |      | Obere Ranftkapelle mit Eremitenklause               | E   | Flüeli-Ranft, Ranftschlucht | 663470 / 191289 |
| 04287   |      | Untere Ranftkapelle                                 | E   | Flüeli-Ranft, Ranftschlucht | 663560 / 191179 |
| 04289   |      | Katholische Pfarr- und Wallfahrtskirche St. Theodul | E   | Dorfstrasse                 | 661090 / 191033 |
| 09744   |      | Grabkapelle                                         | E   | Dorfstrasse                 | 661096 / 191007 |
| 09745   |      | Ehemaliges Kurhaus Nünalphorn, Hotel Paxmontana     | E   | Flüeli-Ranft                | 663425 / 191707 |

### Sarnen
| KGS-Nr. | Foto | Objektbezeichnung                                              | Typ    | Adresse             | Koordinaten     |
| ------- | ---- | -------------------------------------------------------------- | ------ | ------------------- | --------------- |
| 04299   |      | Schützen- und Zeughaus Landenberg                              | O      | Landenbergstrasse   | 661370 / 194269 |
| 04300   |      | Doppelhaus «am Grund»                                          | E      | Grossgasse 1        | 661535 / 194088 |
| 04301   |      | Sammlung und Musikaliensammlung des Frauenklosters St. Andreas | Arch M | Brünigstrasse 157   | 661490 / 193959 |
| 04302   |      | Doppelhaus Grundacher                                          | E      | Gesellenweg 4       | 661689 / 193962 |
| 04303   |      | Kollegiumskirche St. Martin                                    | E      | Brünigstrasse       | 661500 / 193721 |
| 04304   |      | Katholische Pfarrkirche St. Peter und Paul                     | E      | Kirchhofen          | 660920 / 193919 |
| 04305   |      | Rathaus Sarnen                                                 | E      | Dorfplatz 8         | 661452 / 194198 |
| 04308   |      | Hexenturm                                                      | E      | Kirchstrasse        | 661349 / 194155 |
| 08973   |      | Staatsarchiv Obwalden                                          | Arch   | St. Antonistrasse 4 | 661748 / 194053 |
| 09743   |      | Beinhaus St. Michael                                           | E      | Kirchhofen          | 660920 / 193919 |